# Handbuch der Physik
Das 1926 erstmals erschienene Handbuch der Physik verfolgte das Ziel, den Stand der gesamten experimentellen und theoretischen Physik darzustellen. Eine erste, auf 24 Bände ausgelegte Ausgabe wurde von Hans Geiger und Karl Scheel herausgegeben und erschien beim Julius Springer Verlag. Eine fast völlig neu bearbeitete Ausgabe in 55 Bänden wurde ab 1955 von Siegfried Flügge herausgegeben. Sie enthält nur sehr wenige Artikel aus der alten Reihe, z. B. den von Wolfgang Pauli über Quantentheorie, der aber auch überarbeitet wurde.
Ein anderes, noch älteres Handbuch der Physik, herausgegeben von Adolf Winkelmann bei Ambrosius Barth in Leipzig, erschien in erster Auflage 1890 bis 1896 und in zweiter 1905 bis 1908. Die zweite Auflage hatte 6 Bände (Allgemeine Physik in zwei Teilen, Akustik, Wärme, Elektrizität und Magnetismus in zwei Teilen, Optik). Mitarbeiter waren Richard Abegg, Felix Auerbach, Azeglio Bemporad, Ferdinand Braun, Eugen Brodhun, Matthias Cantor, Theodor Des Coudres,  Siegfried Czapski, Paul Drude, Paul Duden, Otto Eppenstein, Karl Exner, Wilhelm Feußner, Hans Gerdien, Leo Graetz, Gustav Jäger, Heinrich Gustav Johannes Kayser,  Robert Luther, Friedrich Franz Martens, Franz Melde, Anton Oberbeck, Johannes Pernet, Friedrich Pockels, Carl Pulfrich, Ludwig M. Rellstab, Moritz von Rohr, Otto Sackur Richard Schüttauf (1861 bis 1926, Physiker bei Carl Zeiss, Jena),  Johannes Stark, Hellmuth von Steinwehr, Franz Stenger, Rudolf Straubel und Karl Waitz.

## Das Geiger-Scheel-Handbuch
Die Idee, den Stand der experimentellen und theoretischen Physik in einem Handbuch darzustellen, entstand 1922 unter Beteiligung von Max Born, James Franck, Robert Wichard Pohl, Walther Kossel, Erich Regener und Max Volmer. Herausgeber der Teilreihen waren Richard Grammel, Fritz Henning (Berlin), Heinrich Konen, Hans Thirring, Ferdinand Trendelenburg und Wilhelm Westphal.
Dem Plan nach behandelten die Bände 1–3 Geschichte, Vorlesungstechnik, Einheiten, mathematische Hilfsmittel, Band 4 die Grundlagen der Physik, Band 5 bis 8 Mechanik einschließlich Akustik, Band 9 bis 11 Wärme, Band 12 bis 17 Elektrizität und Magnetismus, Band 18 bis 21 Optik aller Wellenlängen, Band 22 bis 24 Aufbau der Materie und Wesen der Strahlung. In der zweiten Auflage (um 1932) waren einige Bände stark erweitert und in Teilbände aufgeteilt worden.
- Band 1: Geschichte der Physik, Vorlesungstechnik 1926 (Hrsg. Karl Scheel)
  - Edmund Hoppe Geschichte der Physik, Karl Scheel Physikalische Literatur, Reinhard Mecke, Anton Lambertz: Vorlesungstechnik, Heinrich Emil Timerding Forschung und Unterricht
- Band 2: Elementare Einheiten und ihre Messung, 1926 (Hrsg. Karl Scheel)
  - Julius Wallot (1876–1960): Dimensionen, Einheiten, Maße, Friedrich Martin Göpel (1864–1941): Längenmessung, Winkelmessung, Wilhelm Felgentraeger (1864–1935): Massenmessung, Karl Scheel: Raummessung und spezifisches Gewicht, Wilhelm Schmundt, Carl Cranz, Victor von Niesiolowski-Gawin (1868–1945): Zeitmessung, V. von Niesiolowski-Gawin: Geschwindigkeitsmessung, Hermann Ebert: Erzeugung und Messung von Drucken, Alfred Berroth: Schweremessungen, Fritz Henning, Wilhelm Ludwig Jaeger: Allgemeine physikalische Konstanten
- Band 3: Mathematische Hilfsmittel in der Physik, 1928, Herausgeber Hans Thirring
  - Adalbert Duschek Infinitesimalrechnung, Algebra, Geometrie, Differentialgeometrie; Theodor Radaković/Josef Lense Vektor- und Tensorrechnung, Riemannsche Geometrie, Funktionentheorie; Josef Lense: Reihenentwicklung der mathematischen Physik, Lineare Integralgleichungen, Partielle Differentialgleichungen; Th. Radakovic: Gewöhnliche Differentialgleichungen, Variationsrechnung; Frits Zernike: Wahrscheinlichkeitsrechnung und mathematische Statistik, Karl Mader[1]: Ausgleichsrechnung, Graphisches Rechnen, Numerisches Rechnen
- Band 4: Allgemeine Grundlagen der Physik 1929
  - Hans Reichenbach Ziele und Wege der physikalischen Erkenntnis, Hans Thirring Der Aufbau der theoretischen Physik, Otto Halpern: Prinzipien der Statistik, Guido Beck Allgemeine Relativitätstheorie, Walter Ernst Bernheimer Der Bau des Kosmos
- Band 5: Grundlagen der Mechanik. Mechanik der Punkte und starren Körper 1927 (Herausgeber Richard Grammel)
  - Georg Hamel Die Axiome der Mechanik, Lothar Nordheim Prinzipe der Dynamik, Erwin Fues Störungstheorie, Hermann Alt: Geometrie der Bewegungen, Cornelis B. Biezeno Geometrie der Kräfte und Massen, Richard Grammel Mechanik der Massenpunkte, Max Winkelmann: Kinetik der starren Körper, Theodor Pöschl: Technische Anwendungen der Stereomechanik, Otto Halpern Relativitätsmechanik
- Band 6: Mechanik der elastischen Körper
  - Otto Föppl, Adolf Busemann Physikalische Grundlagen der Elastomechanik, Erich Trefftz Mathematische Elastizitätstheorie, Josef Wolfgang Geckeler[2]: Elastostatik, Elastizitätstheorie anisotroper Körper (Kristallelastizität), F. Pfeiffer: Elastokinetik, Gustav Angenheister Seismik (Erdbebenwellen), Theodor Pöschl Der Stoß, Arpad Nadai Plastizität und Erddruck
- Band 7: Mechanik der Flüssigen und Gasförmigen Körper 1927 (Herausgeber Richard Grammel)
  - Max Otto Lagally Ideale Flüssigkeiten, Ludwig Hopf Zähe Flüssigkeiten, Andreas Gyemant: Kapillarität, Philipp Forchheimer Wasserströmungen, Albert Betz Tragflügel und hydraulische Maschinen, Jakob Ackeret Gasdynamik
- Band 8: Akustik 1927 (Hrsg. Ferdinand Trendelenburg)
  - Hermann Backhaus Elementare Schwingungslehre, Schwingungen von Punktsystemen, Schwingungen räumlich ausgedehnter Kontinua, Alfred Kalähne Schallerzeugung mit mechanischen Mitteln, Hugo Lichte: Elektrische Schallsender, Johann Friese: Thermodynamische Schallerzeugung, C. V. Raman Musikinstrumente und ihr Klänge, Erich Moritz von Hornbostel Musikalische Tonsysteme, Trendelenburg: Physik der Sprachlaute, Helmuth Sell[3]: Umwandlung des Schalls in andere Energieformen, Erwin Meyer: Das Gehör, Ernst Lübcke, Trendelenburg: Akustische Meßmethoden, Die Ausbreitung akustischer Schwingungsvorgänge, Ernst Lübcke: Schallgeschwindigkeit, Schallausbreitung, Eugen Michel: Raumakustik
- Band 9: Theorien der Wärme 1926 (Hrsg. Fritz Henning)
  - Karl Ferdinand Herzfeld Klassische Thermodynamik, Kurt Bennewitz (1886–1964): Der Nernstsche Wärmesatz, Adolf Smekal Statistische und Molekulare Theorie der Wärme, Alfred Landé Axiomatische Begründung der Thermodynamik durch Carathéodory, Alfred Byk: Quantentheorie der molaren thermodynamischen Zustandsgrößen, Gustav Jäger Die kinetische Theorie der Gase und Flüssigkeiten, Wilhelm Ludwig Jaeger: Erzeugung von Wärme aus anderen Energieformen, F. Henning: Temperaturmessung
- Band 10: Thermische Eigenschaften der Stoffe 1926 (Hrsg. Fritz Henning)
  - Eduard Grüneisen Zustand des festen Körpers, Friedrich Körber (1887–1944): Schmelzen, Erstarren, Sublimieren, Johannes Diderik van der Waals Zustand der gasförmigen und der flüssigen Körper, Philipp Abraham Kohnstamm (1875–1951): Thermodynamik der Gemische, Erwin Schrödinger Spezifische Wärme- theoretischer Teil, Karl Scheel Spezifische Wärme- experimenteller Teil, Franz Eugen Simon: Bestimmung der freien Energie, Carl Drucker: Thermodynamik der Lösungen
- Band 11: Anwendung der Thermodynamik 1926 (Hrsg. Fritz Henning)
  - Wilhelm Ludwig Jaeger: Thermodynamik der Erzeugung des elektrischen Stroms, Max Jakob: Wärmeleitung, Alfred Wegener Thermodynamik der Atmosphäre, Max Robitzsch: Hygrometrie, Erwin Freundlich Thermodynamik der Gestirne, Otto Fritz Meyerhof Thermodynamik des Lebensprozesses, Walther Meißner Erzeugung tiefer Temperaturen und Gasverflüssigung, Carl Müller: Erzeugung hoher Temperaturen, Kurt Neumann Wärmeumsatz bei Maschinen,
- Band 12: Theorien der Elektrizität und des Magnetismus – Elektrostatik 1927
  - Friedrich Zerner: Die Maxwell-Hertz’sche Theorie, Elektronentheorie, Hans Thirring Elektrodynamik bewegter Körper und spezielle Relativitätstheorie, Friedrich Kottler: Elektrostatik der Leiter, Adolf Güntherschulze: Dielektrika
- Band 13: Elektrizitätsbewegung in festen und flüssigen Körpern 1928 (Hrsg. Wilhelm Westphal)
  - Eduard Grüneisen Metallische Leitfähigkeit, Fritz Noether: Berechnung von elektrischen Strömungsfeldern, Gerda Laski Thermoelektrizität, Walther Gerlach Die galvanomagnetischen und thermomagnetischen Effekte in Elektronenleitern, Adolf Güntherschulze: Austritt von Elektronen und Ionen aus glühenden Körpern, Bernhard Gudden: Lichtelektrische Erscheinungen, Hans Falkenhagen Pyro- und Piezoelektrizität, George de Hevesy Elektrolytische Leitung in festen Körpern, Alfred Coehn: Berührungs- und Reibungselektrizität, Wasserfallelektrizität, Ernst Baars: Elektrizitätsleitung in Flüssigkeiten und Theorie der elektrolytischen Dissoziation, Elektrolyse, Georg Ettisch: Elektrokinetik, Elektrokapillarität, Hellmuth von Steinwehr (1874–1951): Elemente
- Band 14: Elektrizitätsbewegung in Gasen 1927 (Hrsg. Wilhelm Westphal)
  - Hildegard Stücklen: Unselbständige Entladung zwischen kalten Elektroden, Ionisation durch glühende Körper, Flammenleitfähigkeit, Emil Warburg: Über die stille Entladung in Gasen, Funkenentladung, Richard Bär: Die Glimmentladung, August Hagenbach: Der elektrische Lichtbogen, Karl Przibram Die elektrischen Figuren, Gustav Angenheister Atmosphärische Elektrizität
- Band 15: Magnetismus, Elektromagnetisches Feld 1927 (Hrsg. Wilhelm Westphal)
  - Paul Hertz Magnetostatik, Magnetische Felder von Strömen, Wilhelm Steinhaus Die magnetischen Eigenschaften von Körpern, Gustav Angenheister Erdmagnetismus, Siegfried Valentiner Elektromagnetische Induktion, Rudolf Schmidt[4]: Wechselströme, Egon Alberti:[5] Elektrische Schwingungen, W. Romanoff (Wjatscheslaw Michailowitsch Romanow, 1880–1954), Die Dispersion und Absorption elektrischer Wellen
- Band 16: Apparate und Meßmethoden für Elektrizität und Magnetismus 1927
  - Wilhelm Ludwig Jaeger: Die elektrischen Maßsysteme und Normalien, Allgemeines und Technisches über elektrische Messungen, Schwingung und Dämpfung in Meßgeräten und elektrischen Stromkreisen, Gerhard Michel Auf Influenz- und Reibungselektrizität beruhende Apparate und Geräte, Siegfried Valentiner: Auf Induktion beruhende Apparate, Adolf Güntherschulze: Elektrische Ventile, Gleichrichter, Verstärker, Relais, Walther Meissner Telephon und Mikrophon, Friedrich Kottler Elektrostatische Meßinstrumente, Harald Schering: Schwingungsinstrumente, Meßwandler, Adolf Güntherschulze: Auf thermischer Grundlage beruhende Meßinstrumente, Auf elektrolytischer Grundlage beruhende Meßinstrumente, Elektrometrie, Messung der Dielektrizitätskonstanten und des Dipolmomentes, Rudolf Schmidt: Messung des Stroms, der Spannung, der Elektrizitätsmenge, der Leistung und der Arbeit, Hellmuth von Steinwehr: Widerstände und Widerstandsapparate, Methoden zur Messung des elektrischen Widerstands, Erich Giebe Kondensatoren und Induktivitätsspulen, Messung von Kapazitäten und Induktivitäten, Egon Alberti: Erzeugung elektrischer Schwingungen, Wellenmesser und Frequenznormale, Meßmethoden bei elektrischen Schwingungen, Ernst Baars Elektrochemische Messungen, Wilhelm Steinhaus: Messung an para- und diamagnetischen Stoffen, Ernst Gumlich: Messung an ferromagnetischen Stoffen, Herstellung und Ausmessung magnetischer Felder, Gustav Angenheister: Erdmagnetische Messungen
- Band 17: Elektrotechnik 1926 (Hrsg. Wilhelm Westphal)
  - Telegraphie und Telephonie auf Leitungen (Franz Breisig (1868–1934)), Drahtlose Telegraphie und Telephonie (Franz Kiebitz (1878–1962)), Röntgentechnik, Elektromedizin (Hermann Behnken), Transformatoren, Elektrische Maschinen (R. Vieweg, Volkmar Vieweg), Technische Quecksilberdampf-Gleichrichter (Adolf Güntherschulze), Hochspannungstechnik (Winfried Otto Schumann), Überspannungen und Überströme (Alfred Fraenckel)
- Band 18: Geometrische Optik, Optische Konstante, Optische Instrumente 1927
  - Geometrische Optik (Otto Eppenstein, Hans Boegehold, Hans Hartinger, Felix Jentzsch (1882–1946), Willy Merté), Spiegel und daraus entstehende Instrumente, Prismen, (Fritz Löwe), Fernrohr (Otto Eppenstein), Das photographische Objektiv, Das Auge und das Sehen, Brillen (Moritz von Rohr), Beleuchtungsapparate, Bildwerfer, Mikroskope, Lupen, Ultramikroskope (Hans Boegehold), Optische Konstanten, Methoden der Prüfung von optischen Instrumenten (Heinrich Kessler[6])
- Band 19: Herstellung und Messung des Lichts, 1928 (Hrsg. Heinrich Konen)
  - Ellen Lax, Marcello Pirani: Strahlungs- und Helligkeitseindruck unter Voraussetzung der definierten Strahlung des schwarzen Körpers, Lichtstrahlung der zur Erzeugung künstlichen Lichts benutzten festen Körper, Hans Rosenberg: Strahlungseigenschaften der Sonne, Christian Jensen: Die Himmelsstrahlung, Gelegentliche atmosphärisch-optische Erscheinungen, Josef Hopmann: Kurze Übersicht über die kosmischen Lichtquellen, Rudolf Frerichs: Die Glimmentladung, Heinrich Konen: Strahlung des Lichtbogens und des Funkens, Flammen und chemische Prozesse, Peter Pringsheim Lumineszenzlichtquellen, Hermann Behnken: Röntgenstrahlen, Ellen Lax, Marcello Pirani: Lichttechnik: Allgemeines, Geschichtliches, Lampen, die von Verbrennungsenergie gespeist werden, Lampen mit elektrischer Widerstandsheizung, Gasentladungs- und Bogenlampen, Lampen für Sonderzwecke, Leistungsaufnahme und Strahlung, Beleuchtung, Eugen Brodhun (1860–1938): Photometrie, J. Eggert, Walter Rahts[7]: Photographie, Heinrich Ley[8]: Spektralphotometrie, Fritz Löwe (1874–1955): Kolorimetrie, Rudolf Frerichs: Photographische Spektralphotometrie, Otto Schönrock (* 1870): Polarimetrie, Heinrich Konen: Wellenlängenmessung, Gerda Laski: Spezielle Meßmethodik im Ultrarot, Theodor Dreisch: Messung der Energieverteilung im Spektrum und der Gesamtenergie, Hermann Behnken: Untersuchungsmethoden im Röntgengebiet, Günther Wolfsohn[9]: Fortpflanzungsgeschwindigkeit des Lichts, Guido Szivessy: Elliptisch polarisiertes Licht, teilweise polarisiertes Licht
- Band 20: Licht als Wellenbewegung, 1928 (Heinrich Konen)
  - Leonhard Grebe, Felix Jentzsch, Guido Szivessy, Heinrich Konen, Walter König, Alfred Landé, Heinrich Ley, u. a. Kristalloptik
- Band 21: Licht und Materie 1929 (Hrsg. Heinrich Konen)
  - Absorption/Dispersion und Emission, von Leonhard Grebe, Reinhard Mecke, Karl Ferdinand Herzfeld, Heinrich Konen, Ellen Lax, Marcello Pirani, Rudolf Frerichs, Alfred Landé, Pascual Jordan (Energiestufen, Anregung), Peter Pringsheim, Heinrich Ley, Fritz Löwe, Josef Hopmann
- Band 22: Elektronen, Atome, Ionen, 1926, 2. Auflage 1933 (Hrsg. Hans Geiger)
  - in der 2. Auflage 1932: Walther Gerlach Elektronen; Atomkerne: Kernladung und Kernmasse (Kurt Philipp),[10] Kernstruktur (Lise Meitner), Künstliche Umwandlung und Anregung von Atomkernen (Hans Fränz, Walther Bothe); Radioaktivität: Der radioaktive Zerfall (Walther Bothe), Die radioaktiven Stoffe (Stefan Meyer), Die Verwendung der radioaktiven Elemente und Atomarten in der Chemie (Otto Hahn), Die Bedeutung der Radioaktivität für die Geschichte der Erde (Gerhard Kirsch); Karl Przibram: Die Ionen in Gasen, Fritz Paneth: Das natürliche System der chemischen Elemente
- Band 23: Quanten 1926 (Hrsg. Hans Geiger)
  - Wolfgang Pauli Quantentheorie, Rudolf Ladenburg Die Methoden zur h-Bestimmung und ihre Ergebnisse, Walther Bothe Absorption und Zerstreuung von Röntgenstrahlen, Helmuth Kulenkampff Das kontinuierliche Röntgenspektrum, Peter Pringsheim Anregung und Emission durch Einstrahlung, Walter Noddack Photochemie, James Franck, Pascual Jordan Anregung von Quantensprüngen durch Stöße,
  - in 2. Auflage 1933, Band 23-1: Quantenhafte Ausstrahlung, 1933, Band 23-2: Röntgenstrahlung ausschließlich Röntgenoptik
- Band 24: Negative und Positive Strahlen. Zusammenhängen Materie, 1927 (Hrsg. Hans Geiger)
  - Walther Bothe: Durchgang von Elektronen durch Materie, Eduard Rüchardt, Hans Baerwald: Durchgang von Kanalstrahlen durch Materie, Hans Geiger Durchgang von Alpha-Strahlen durch Materie, Max Born, Otto Friedrich Bollnow: Bau der zusammenhängenden Materie- theoretische Grundlagen, Paul Peter Ewald Aufbau der festen Materie und seine Erforschung durch Röntgenstrahlen, Hans G. Grimm: Atombau und Chemie (Atomchemie)

In der 2. Auflage 1933:
- Band 24-1: Quantentheorie 1933, Herausgeber Adolf Smekal
  - A. Rubinowicz Ursprung und Entwicklung der älteren Quantentheorie, Wolfgang Pauli: Die allgemeinen Prinzipien der Wellenmechanik, Hans Bethe Quantenmechanik der Ein- oder Zweielektronenprobleme, Friedrich Hund Allgemeine Quantenmechanik des Atom- und Molekülbaues, Gregor Wentzel Wellenmechanik der Stoß- und Strahlungsvorgänge, Nevill Francis Mott Wellenmechanik und Kernphysik
- Band 24-2: Aufbau der zusammenhängenden Materie
  - Karl Ferdinand Herzfeld Größe und Bau der Moleküle, Ralph Kronig Beziehungen zwischen Molekülbau und Kristallbau, Arnold Sommerfeld, Hans Bethe Elektronentheorie der Metalle, Max Born, Maria Göppert-Mayer Dynamische Gittertheorie der Kristalle, Adolf Smekal Strukturempfindliche Eigenschaften der Kristalle, Hans G. Grimm, H. Wolff: Atombau und Chemie (Atomchemie)

## Die Encyclopedia of Physics/Handbuch der Physik
Nach dem Zweiten Weltkrieg erschien 1955 bis 1988 (Registerband) eine internationalisierte Neuausgabe unter der Leitung von Siegfried Flügge in 55 Bänden (aus 78 Einzelbänden). Veröffentlichungssprachen waren Deutsch, Englisch, Französisch und die Titel waren gleich deutsch/englisch. Mitherausgeber der Mechanik-Bände war Clifford Truesdell. Die Planungen begann 1948 unter Hermann Mayer-Kaupp (* 1901), der von 1947 bis 1973 im Springer Verlag war, ein enger Mitarbeiter von Ferdinand Springer junior und erster Verlagsdirektor für Physik, Chemie und Biologie war. Kaupp holte 1948 Flügge als Berater. Ein weiterer Berater war Paul Rosbaud, der schon vor dem Zweiten Weltkrieg Berater von Springer war und nach England emigriert war. Er riet dazu das Projekt zusammen mit einem englischen Verlagshaus durchzuführen und wurde 1952 von Springer beauftragt, in England nach Ko-Herausgebern zu Flügge zu suchen. Die von Rosbaud gefundenen Kandidaten verlangten, möglicherweise von Rosbaud beeinflusst, volle Kontrolle über das Projekt und Übertragung auf den Pergamon Verlag, was Springer nicht akzeptierte. 1955 erschienen die ersten Bände, nunmehr vom Sitz von Springer in Heidelberg aus organisiert und mit Flügge als alleinigem Herausgeber. Ende der 1960er Jahre zog sich Flügge aus der Herausgeberschaft zurück und überließ diese für die letzten Bände Mayer-Kaupp. Möglicherweise lag dies an dem schnellen Wachstum der Physik begründet, was Flügges ursprünglichen Plan sprengte.
Einzelbände:

### Gruppe 1: Mathematische Methoden
- Band 1/1: Mathematische Methoden 1, 1956
  - Josef Lense Grundbegriffe der klassischen Analysis, Gewöhnliche Differentialgleichungen, Funktionentheorie, Partielle Differentialgleichungen, Elliptische Funktionen und Integrale, Josef Meixner Spezielle Funktionen der Mathematischen Physik, Friedrich Schlögl Randwertprobleme
- Band 1/2: Mathematische Methoden 2, 1955
  - Gottfried Falk Algebra, Horst Tietz Geometrie, Ian Sneddon Functional Analysis, Lothar Collatz Numerische und Graphische Methoden, Hans Bückner: Moderne Rechenmaschinen

### Gruppe 2: Prinzipien der Theoretischen Physik
- Band 2/3-1: Prinzipien der klassischen Mechanik und Feldtheorie 1960
  - John Lighton Synge: Classical Dynamics, Clifford Truesdell: The Classical Field Theories, Appendix Jerald L. Ericksen Tensor fields
- Band 2/3-2: Prinzipien der Thermodynamik und Statistik, 1959
  - Edward Guggenheim Thermodynamics, classical and statistical, Gottfried Falk Axiomatik der Thermodynamik, Arnold Münster Prinzipien der Statistischen Mechanik, Josef Meixner, Helmut Gottlieb Reik Thermodynamik der irreversiblen Prozesse, Alladi Ramakrishnan Probability and Stochastic Processes
- Band 2/3-3: Die nichtlinearen Feldtheorien der Mechanik 1965 (von Clifford Truesdell, Walter Noll).
- Band 2/4: Prinzipien der Elektrodynamik und Relativitätstheorie, 1962
  - Melba Phillips Classical Electrodynamics, Peter Bergmann The Special Theory of Relativity, The General Theory of Relativity
- Band 2/5: Prinzipien der Quantentheorie 1, 1958
  - Wolfgang Pauli Die allgemeinen Prinzipien der Wellenmechanik, Gunnar Källén Quantenelektrodynamik

### Gruppe 3: Mechanisches und Thermisches Verhalten von Materie
- Band 3/6: Elastizität und Plastizität, 1958
  - Ian Sneddon, Denis Stanley Berry The classical theory of elasticity, Herbert Jessop Photoelasticity, Alfred Freudenthal, Hilda Geiringer The mathematical theories of the inelastic continuum, Marcus Reiner Rheology, George R. Irwin Fracture, Alfred Freudenthal Fatigue
- Band 3/6a-1: Festkörpermechanik 1, James Frederick Bell (1914–1995): The experimental foundations of solid mechanics
- Band 3/6a-2: Festkörpermechanik 2, 1972
  - Morton E. Gurtin The linear theory of elasticity, Donald Carlson Linear Thermoelasticity, Gaetano Fichera Existence theorems in Elasticity, Boundary value problems in elasticity with unilateral constraints, Paul M. Naghdi Theory of shells and plates, Stuart S. Antman Theory of rods
- Band 3/6a-3: Festkörpermechanik 3
  - Marshall J. Leitman, George M. C. Fisher: The linear theory of viscoelasticity, R. J. Knops, E. W. Wilkes: Theory of elastic stability, P. J. Chen: Growth and decay of waves in solids, Hilda Geiringer Ideal plasticity, T. W. Ting: Topics in the mathematical theory of plasticity
- Band 3/6a-4: Festkörpermechanik 4
  - Jace W. Nunziato, Edward K. Walsh, K. W. Schuler, L. M. Barker: Wave propagation in nonlinear viscoeastic solids, R. N. Thurston: Waves in Solids
- Band 3/7-1: Kristallphysik 1, 1955
  - Heinz Jagodzinski: Kristallographie, Günther Leibfried Gittertheorie der mechanischen und thermischen Eigenschaften der Kristalle, M. Blackman The specific heat of solids, Alfred Seeger Theorie der Gitterfehlstellen
- Band 3/7-2: Kristallphysik 2, 1958
  - Alfred Seeger Kristallplastizität, Ulrich Dehlinger (1901–1981): Umwandlungen und Ausscheidungen im kristallinen Zustand
- Band 3/8-1: Strömungsmechanik 1, 1959
  - Klaus Oswatitsch Physikalische Grundlagen der Strömungslehre, James Serrin Mathematical Principles of Classical Fluid Mechanics, Leslie Howarth Laminar Boundary Layers, Hermann Schlichting Entstehung der Turbulenz
- Band 3/8-2: Strömungsmechanik 2, 1963
  - Ratip Berker L´integration des equations du mouvement d´un fluide visqueux incompressible, Johannes Weissinger Theorie des Tragflügels bei stationärer Bewegung in reibungslosen, inkompressiblen Medien, Chia-Chiao Lin Turbulent flow, theoretical aspects, Stanley Corrsin Turbulence: experimental methods, Samuel Schaaf Mechanics of rarefied gases, Adrian Scheidegger Hydrodynamics in porous media
- Band 3/9: Strömungsmechanik 3, 1960
  - Menahem Schiffer Analytical theory of subsonic and supersonic flow, Henri Cabannes Theorie des ondes de choc, Richard E. Meyer Theory of characteristics of inviscid gas dynamics, Reinier Timman Linearized theory of unsteady flow of a compressible fluid, David Gilbarg Jets and cavities, John Wehausen, E. V. Laitone: Surface waves,
- Band 3/10: Struktur der Flüssigkeiten, 1960
  - Herbert S. Green The structure of liquids, Syu Ono, Sohei Kondo: Molecular theory of surface tension in liquids, F. P. Buff: Theory of Capillarity
- Band 3/11-1: Akustik 1, 1961
  - Philip Morse, K. U. Ingard: Linear Acoustic Theory, Hans Otto Kneser: Schallabsorption und -dispersion in Gasen, Konrad Tamm: Schallabsorption und -dispersion in wäßrigen Elektrolytlösungen, Daniele Sette: Dispersion and Absorption of Sound Waves in Liquids and Mixtures of Liquids, Warren P. Mason: Dispersion and Absorption of Sound in High Polymers
- Band 3/11-2: Akustik 2, 1962
  - Robert W. Leonard: Generation and Measurement of Sound in Gases, Alfonso Barone: Generation, Detection and Measurement of Ultrasound, R. Truell, Ch. Elbaum: High frequency ultrasonic stress waves in solids, B. E. Noltingk: The effects of intense ultrasonics in liquids
- Band 3/12: Thermodynamik der Gase, 1958
  - John Rowlinson The properties of real gases, Joseph E. Mayer Theory of real gases, Harold Grad Principles of the kinetic theory of gases, Ludwig Waldmann Transporterscheinungen in Gasen von mittlerem Druck, Rudolf Jaeckel Allgemeine Vakuumphysik, Daniel Alpert Production and measurement of ultrahigh vacuum
- Band 3/13: Thermodynamik der Flüssigkeiten und Festkörper, 1962
  - Arnold Münster: Statistische Thermodynamik kondensierter Phasen, Albert J. Staverman: Thermodynamics of Polymers, J. M. Stevels: The structure and physical properties of glass
- Band 3/14: Kältephysik 1, 1956
  - John Gilbert Daunt: The production of low temperatures down to hydrogen temperature, S. C. Collins: Helium liquefiers and carriers, D. K. C. MacDonald: Electrical conductivity of metals and alloys at low temperatures, Paul Gustav Klemens: Thermal conductivity of solids at low temperatures, P. H. Keesom, Norman Pearlman: Low Temperature Heat Capacity of Solids
- Band 3/15: Kältephysik 2, 1956
  - Joost van den Handel: Low temperature magnetism, Dirk de Klerk: Adiabatic Demagnetization, Bernard Serin: Superconductivity, experimental part, John Bardeen Theory of Superconductivity, Kurt Mendelssohn Liquid Helium

### Gruppe 4: Elektrisches und Magnetisches Verhalten von Materie
- Band 4/16: Elektrische Felder und Wellen, 1958
  - G. Wendt: Statische Felder und stationäre Ströme, Ronold W. P. King: Quasi-stationary and nonstationary currents in electric circuits, Fritz E. Borgnis, Charles H. Papas: Electromagnetic waveguides and resonators, Henk Bremmer (1904–1996): Propagation of electromagnetic waves, Leslie Hartshorn, John Arthur Saxton: The dispersion and absorption of electromagnetic waves
- Band 4/17: Dielektrika, 1956
  - William Fuller Brown jr.: Dielectrics, Walter Franz: Dielektrischer Durchschlag, Peter W. Forsbergh jr.: Piezoelectricity, Electrostriction and Ferroelectricity
- Band 4/18-1: Magnetismus, 1968
  - Jan C. Verstelle, D. A. Curtis: Paramagnetic relaxation, David J. E. Ingram: Electron Spin Resonance, John E. Wertz: Structural information from paramagnetic resonance, S. V. Vonsovsky, B. V. Karpenko: Austauschwechselwirkung in Isolatoren, Siegfried Methfessel, D. C. Mattis: Magnetic Semiconductors
- Band 4/18-2: Ferromagnetismus 1966
  - Frederic Keffer: Spin waves, W. J. Carr jr.[12] Secondary effects in ferromagnetism, Werner Döring: Mikromagnetismus, Eckart Kneller: Theorie der Magnetisierungskurve kleiner Kristalle
- Band 4/19: Elektrische Leitungsphänomene 1: 1956
  - John C. Slater The electronic structure of solids, A. N. Gerritsen: Metallic conductivity - experimental, H. Jones: Theory of electrical and thermal conductivity in metals, G. F. J. Garlick: Photoconductivity
- Band 4/20: Elektrische Leitungsphänomene 2: 1957
  - Otfried Madelung Halbleiter, Alan B. Lidiard: Ionic conductivity, J. M. Stevels: The electrical properties of glass, Eugène Darmois: Électrochimie
- Band 4/21: Elektronen-Emission, Gasentladungen 1, 1956
  - Wayne B. Nottingham: Thermionic emission, Roland Hamilton Good jr.[13], Erwin Wilhelm Müller: Field emission, Rudolf Kollath: Sekundärelektronen-Emission fester Körper bei Bestrahlung mit Elektronen, Gerhard L. Weissler: Photoionization in Gases and Photoelectric Emission from Solids, William P. Allis: Motions of Ions and Electrons, Leonard B. Loeb: Formation of negative ions, The recombination of ions, Alfred von Engel (1898–1991): Ionization in gases by electrons in electric fields, P. F. Little: Secondary effects
- Band 4/22: Gasentladungen 2, 1956
  - F. L. Jones: Ionization growth and breakdown, Gordon Francis: The glow discharge at low pressure, Richard G. Fowler: Radiation from low pressure discharges, Wolfgang Finkelnburg, Heinz Maecker: Elektrische Bögen und thermisches Plasma, Leonard B. Loeb: Electrical breakdown of gases with steady or direct current impulse potentials, Sanborn C. Brown: Breakdown in gases: alternating and high-frequency fields, B. F. J. Schonland: The lightning discharge
- Band 4/23: Elektrische Instrumente 1967
  - Michiyuki Uenohara: Low noise amplification, Arthur F. Harvey: Measurement methods and instruments for microwave frequencies, Herbert Weiss: Messung von Magnetfeldern, Cornlis J. D. M. Verhagen, Jurrian Frederic van Tol: Recording of measuring data, Alan Bagley: Frequency and time measurements, Walter Hunsinger: Temperaturmessung, Fritz Schreiner: Temperaturregelung

### Gruppe 5: Optik
- Band 5/24: Grundlagen der Optik, 1956
  - Erik Bergstrand: Determination of the velocity of light, André Maréchal: Optique géométrique générale, Maurice Françon: Interférences, diffraction et polarisation, Hans Wolter: Optik dünner Schichten, Schlieren-, Phasenkontrast- und Lichtschnittverfahren
- Band 5/25-1: Kristalloptik, Beugung 1961
  - G. N. Ramachandran, S. Ramaseshan: Crystal Optics, H. Hönl, A. W. Maue (1908–1969), K. Westpfahl: Theorie der Beugung
- Band 5/25/2a: Licht und Materie 1a, 1967
  - E. E. Bell: Optical constants and their measurement, William Cochran, Roger A. Cowley: Phonons in perfect crystals, H. Y. Fan: Phonon-Electron interaction, crystals without fields, Stanley Desmond Smith: Magneto-optics in crystals
- Band 5/25/2b: Licht und Materie 1b, 1974
  - Joseph L. Birman: Theory of Crystal Space Groups and Lattice Dynamics: Infrared and Raman Optical Process in Insulating Crystals
- Band 5/25/2c: Licht und Materie 1c, 1970
  - Hermann Haken Laser Theory
- Band 5/25/2d: Licht und Materie 1d, 1984
  - Heinz Bilz, Dieter Strauch, R. K. Wehner: Vibrational Infrared and Raman Spectra of Non-Metals
- Band 5/26: Licht und Materie 2, 1958
  - G. F. J. Garlick: Luminescence, G. A. W. Rutgers[14]: Temperature Radiation of Solids, San-Ichiro Mizushima: Raman Effect, Jean Lecomte: Spectroscopie dans l´infrarouge
- Band 5/27: Spektroskopie 1, 1964
  - Robert G. Breene jr. (1925–2003): Line Width, Bengt Edlén: Atomic Spectra, Boris Rosen: Spectroscopie électronique moléculaire
- Band 5/28, Spektroskopie 2, 1957
  - Walter Gordy: Microwave Spectroscopy, Wolfgang Finkelnburg, Theo Peters: Kontinuierliche Spektren, Eugen Fick, Georg Joos: Kristallspektren, J. C. van den Bosch: The Zeeman Effect, Jean Paul Mathieu: Activité optique naturelle
- Band 5/29: Optische Instrumente 1967
  - W. T. Welford: Optical calculations and optical instruments: an introduction, André Maréchal, E. D. Hugues, P. Givaudon: Méthode de calcul des systèmes optiques, Helmut Marx: Theorie der geometrisch-optischen Bildfehler, G. Franke: Das photographische Objektiv, H. Naumann: Spiegelnde Prismen, Klaus Bahner: Teleskope, H. C. Claussen: Mikroskope, G. W. Stroke: Diffraction Gratings, R. Schulze: Optische Meßmethoden

### Gruppe 6: Röntgenstrahlen und Korpuskularstrahlen
- Band 6/30: Röntgenstrahlen, 1957
  - Werner Schaafs: Erzeugung von Röntgenstrahlen, Arne Eld Sandström: Experimental methods of x-ray spectroscopy: ordinary wavelengths, Diran H. Tomboulian: The experimental methods of soft x-ray spectroscopy and the valence band spectra of the light elements, Paul Kirkpatrick, Howard Hunt Pattee jr.: X-ray microscopy, Seymour Town Stephenson: The continuous x-ray spectrum
- Band 6/31: Korpuskeln und Strahlung in Materie 1, 1982
  - Anthony F. Starace: Theory of atomic photoionization, James A. R. Samson: Atomic photoionization, Hans Siegbahn, L. Karlsson: Photoelectron spectroscopy, T. Åberg, George Howat: Theory of the Auger effect
- Band 6/32: Strukturforschung, 1957
  - André Guinier, Gérard von Eller: Les méthodes experimentales des determinations des structures cristallines par rayons, Johannes Bouman: Theoretical principles of structural research by x-rays, Gérard Fournet: Etude de la structure des fluides et des substances amorphes au moyen de la diffusion des rayons, William W. Beeman, Paul Kaesberg, J. W. Anderegg, M. B. Webb: Size of particles and lattice defects, Heinz Raether: Elektroneninterferenzen, G. R. Ringo (1917–2008): Neutron diffraction and interference
- Band 6/33: Korpuskularoptik, 1956
  - Detlef Kamke Elektronen- und Ionenquellen, Walter Glaser Elektronen- und Ionenoptik, Siegfried Leisegang: Elektronenmikroskope, Heinz Ewald: Massenspektroskopische Apparate, Tor Ragnar Gerholm: Beta-ray spectroscopes
- Band 6/34: Korpuskeln und Strahlung in Materie 2, 1958
  - Rudolf Kollath: Durchgang langsamer Elektronen und Ionen durch Gase, Robert D. Birkhoff[15]: The passage of fast electrons through matter, Lennart Simons: Positronium, Eugen Merzbacher, Harold W. Lewis: X-ray production by heavy charged particles, Ward Whaling: The energy loss of charged particles in matter, Robley D. Evans: Compton Effect

### Gruppe 7: Atom- und Molekülphysik
- Band 7/35: Atome 1, 1957
  - E. R. Cohen, Jesse DuMond: The fundamental constants of atomic physics, Hans Bethe, Edwin Salpeter Quantum mechanics of one- and two-electron systems
- Band 7/36: Atome 2, 1956
  - Friedrich Hund Quantenmechanik der Atome, Pál Gombás: Statistische Behandlung des Atoms, H. S. W. Massey: Theory of atomic collisions, Excitation and ionization of atoms by electron impact
- Band 7/37-1: Atome 3, Moleküle 1, 1959
  - Polykarp Kusch, V. W. Hughes: Atomic and molecular beam spectroscopy, H. H. Nielsen: The vibration-rotation energies of molecules and their spectra in the infrared, J. D. Craggs, H. S. W. Massey: The collisions of electrons with molecules
- Band 7/37-2: Moleküle 2, 1961
  - Masao Kotani, Kimio Ohno, Kunifusa Kayama: Quantum mechanics of electronic structure of simple molecules, John R. Platt: The chemical bond and the distribution of electrons in molecules

### Gruppe 8: Kernphysik
- Band 8/38-1: Äußere Eigenschaften der Atomkerne, 1958
  - A. H. Wapstra: Atomic masses of nuclides, Stanley Geschwind: Determination of atomic masses by microwave methods, Frederick Miles Kelly: Determination of nuclear spins and magnetic moments by spectroscopic methods, Lawrence Wilets: Isotope shifts, Günther Laukien: Kernmagnetische Hochfrequenz-Spektroskopie, Charles Hard Townes Determination of nuclear quadrupole moments
- Band 8/38-2: Neutronen und verwandte Gammastrahlprobleme, 1959
  - Edoardo Amaldi The production and slowing down of neutrons, U. Fano, Lewis V. Spencer, Martin J. Berger: Penetration and diffusion of x-rays
- Band 8/39: Bau der Atomkerne, 1957
  - Lamek Hulthén, Masao Sugawara: The two-nucleon problem, Mario Verde: The three-body problem in nuclear physics, David Lawrence Hill: Matter and charge distribution within atomic nuclei, J. P. Elliott, A. M. Lane: The nuclear shell-model, S. A. Moszkowski: Models of nuclear structure
- Band 8/40: Kernreaktionen 1, 1957
  - W. E. Burcham: Nuclear reactions, levels and spectra of light nuclei, Bernhard B. Kinsey: Nuclear reactions, levels and spectra of heavy nuclei, James Rainwater Resonance processes by neutrons, Albert Wattenberg: Nuclear reactions at high energies
- Band 8/41-1: Kernreaktionen 2, 1959
  - Gregory Breit Theory of resonance reactions and allied topics, McAllister Hull, Gregory Breit: Coulomb wave functions, Gregory Breit, J. S. McIntosh: Polarization of nucleons scattered by nuclei, Gregory Breit, Robert L. Gluckstern: Coulomb excitation
- Band 8/41-2: Betazerfall, 1962
  - O. M. Kofoed-Hansen, C. J. Christensen: Experiments on Beta-decay
- Band 8/42: Kernreaktionen 3, 1957
  - David E. Alburger: Nuclear isomerism, Isadore Perlman, J. O. Rasmussen: Alpha radioactivity, Earl K. Hyde, Glenn Seaborg The Transuranium Elements, Samuel Devons, Lionel Joseph Bernhard Goldfarb: Angular correlations, R. J. Blin-Stoyle, Michael Anthony Grace: Oriented Nuclei
- Band 43 erschien nicht
- Band 8/44: Instrumentelle Hilfsmittel der Kernphysik 1, 1959
  - Ernst Baldinger (1911–1970): Kaskadengeneratoren, R. G. Herb: Van de Graaff Generators, B. L. Cohen: Cyclotrons and Synchrocyclotrons, Robert R. Wilson: Electron Synchrotrons, Donald William Kerst The Betatron, G. K. Green (1911–1977), E. D. Courant The Proton Synchrotron, L. Smith: Linear Accelerators, D. J. Hughes: Reactor Techniques
- Band 8/45: Instrumentelle Hilfsmittel der Kernphysik 2, 1958
  - Harry W. Fulbright (1918–1989): Ionization chambers in nuclear physics, Serge A. Korff: Geiger counters, William E. Mott, Roger B. Sutton: Scintillation and Cerenkov counters, S. C. Curran (1912–1998): The proportional counter as detector and spectrometer, S. de Benedetti (1912–1994), R. W. Findley: The coincidence method, C. M. York: Cloud chambers, Donald Glaser The bubble chamber, M. M. Shapiro (1915–2008): Nuclear emulsions, H. H. Barschall: Detection of neutrons, Robert T. Siegel (1928–2000): High energy neutron detectors

### Gruppe 9: Kosmische Strahlung
- Band 9/46-1: Kosmische Strahlung 1, 1961
  - Philip Morrison The origin of cosmic rays, Manuel Sandoval Vallarta: Theory of the geomagnetic effects of cosmic radiation, Ernest C. Ray: Experimental results of flights in the atmosphere, Kurt Sitte: Penetrating showers, Giuseppe Cocconi: Extensive air showers, Gerald Nathan Fowler, Arnold W. Wolfendale: The hard component of mu-mesons in the atmosphere
- Band 9/46-2: Kosmische Strahlung 2, 1967
  - Jun Nishimura: Theory of cascade showers, Yoichi Fujimoto, Satio Hayakawa: Cosmic rays and high energy physics, William R. Webber: The spectrum and charge composition of the primary cosmic radiation, Geoffrey Burbidge, Robert J. Gould: High energy photons and neutrinos from cosmic sources, John James Quenby: The time variations of the cosmic ray intensity, Erwin Schopper, Erich Lohrmann, Günter Mauck: Nukleonen in der Atmosphäre, Devendra Lal, Bernard Peters: Cosmic ray produced radioactivity on the earth, Masatake Honda, James R. Arnold: Effects of cosmic rays on meteorites

### Gruppe 10: Geophysik
- Band 10/47: Geophysik 1, 1956
  - Harold Spencer Jones: The rotation of the earth, Jean Coulomb Séismométrie, L´agitation microséismique, Keith Edward Bullen Seismic wave transmission, Maurice Ewing, Frank Press: Surface waves and guided waves, Seismic prospecting, Structure of the earth’s crust; Heinrich Baule, Erich Müller: Messung elastischer Eigenschaften von Gesteinen, George David Garland: Gravity and isostasy, A. E. Scheidegger: Forces in the earth’s crust, John Tuzo Wilson, Richard Doncaster Russell, Ronald MacCunn Farquhar: Radioactivity and age of minerals, John Arthur Jacobs: The earth’s interior, Louis Cagniard: Electricité tellurique, Keith Runcorn: Magnetization of rocks, The magnetism of the earth’s body, Karl Jung Figur der Erde
- Band 10/48: Geophysik 2, 1957
  - Arnt Eliassen, Ernst Kleinschmidt: Dynamic Meteorology, Fritz Möller: Strahlung in der unteren Atmosphäre, William E. K. Middleton: Vision through the atmosphere, Zdenek Sekera: Polarization of Skylight, Jean Bricard: Diffusion des radations par les gouttes d´eau en suspension dans l´atmosphère, Hans-Karl Paetzold, Erich Regener: Ozon in der Erdatmosphäre, A. C. B. Lovell: Geophysical aspects of meteors, Everett Franklin Cox: Sound propagation in air, Frank H. Ludlam, Basil John Mason: Physics of clouds, Richard Mühleisen: Atmosphärische Elektrizität, Harald Ulrik Sverdrup: Oceanography, Hans Ulrich Roll: Oberflächenwellen des Meeres, Julius Bartels: Gezeitenkräfte, Rudolf Tomaschek: Tides of the solid earth, Albert Defant: Flutwellen und Gezeiten des Wassers, Walter Kertz Atmosphärische Gezeiten, Shuzo Sakuma, Takeshi Nagata: Physical Volcanology
- Band 10/49-1: Geophysik 3-1, 1966
  - Syun-Ichi Akasofu, Sydney Chapman, Aden B. Meinel: The Aurora, Scott E. Forbush: Time variations of cosmic rays, Takeshi Nagata: Magnetic properties of rocks and minerals
- Band 10/49-2: Geophysik 3-2, 1967
  - Karl Rawer, Kurt Suchy: Radio observations of the ionosphere, Sadami Matsuhita: Lunar tides in the ionosphere
- Band 10/49-3: Geophysik 3-3, 1971
  - Takeshi Nagata, N. Fukushima: Morphology of magnetic disturbance, Eugene N. Parker, V. C. A. Ferraro: Theoretical aspects of the worldwide magnetic storm phenomen, Manfred Siebert: Maßzahlen der erdmagnetischen Aktivität, Viggo Laursen, Johannes Olsen: Classical methods of geomagnetic observations, Herbert Schmidt, Volker Auster: Neuere Meßmethoden der Geomagnetik, Paul H. Serson, Kenneth Whitham: Three-component airborne magnetometers, J. R. Balsley: Aeromagnetic surveying with the fluxgate magnetometer, P. J. Hood: Geophysical applications of high resolution magnetometers, Roger Gendrin: Phénomènes T. B. F. d´origine magnétosphérique
- Band 10/49-4: Geophysik 3–4
  - Hermann Poeverlein: The earth’s magnetosphere, W. N. Hess: The earth’s radiation belt, Edouard Selzer: Variations rapides du champe magnétique terrestre, V. L. Ginzburg, A. A. Ruhadze: Waves and resonances in magneto-active plasma
- Band 10/49-5: Geophysik 3–5, 1976
  - Karl Rawer Introductory remarks, A. T. Vassy, E. Vassy: La luminiscence nocturne, Willis L. Webb: Dynamics structure of the stratosphere and mesosphere, Walter L. Jones: Linear internal gravity waves in the atmosphere, J. L. Alpert: Wave-like phenomena in the near earth plasma and interactions with man-made bodies, Konstantin I. Gringauz, Tamara K. Breus: Some characteristic features of the ionospheres of near-earth planets
- Band 10/49-6: Geophysik 3–6, 1982
  - Karl Rawer: Introduction, a summary description of aeronomy, Lance Thomas: The neutral and ion chemistry of the upper atmosphere, Toshiyuki Yonezawa: Diffusion in the high atmosphere, P. Stubbe: Interaction of neutral and plasma motions in the ionosphere, G. M. Nikolskij[16]: Extreme ultraviolet observational data on the solar spectrum
- Band 10/49-7: Geophysik 3–7, 1984
  - G. Schmidtke: Modelling of the solar extreme ultraviolet irradiance for aeronomic applications, Kurt Suchy: Transport coefficients and collision frequencies for aeronomic plasmas, Karl Rawer: Modelling of neutral and ionized atmospheres

### Gruppe 11: Astrophysik
- Band 11/50: Astrophysik 1: Sternoberflächen, Doppelsterne, 1958
  - Ch. F. Fehrenbach: Les classification spectrales des étoiles normales, Philip C. Keenan: Stars with peculiar spectra, Polydore Swings: Les bandes moléculaires dans les spectres stellaires, Karl Wurm: Die Spektren planetarischer Nebel, Theorie der planetarischen Nebel, Jesse Leonard Greenstein: The spectra of the white dwarfs, Peter van de Kamp: Visual binaries, Sergei Gaposchkin: The eclipsing binaries, O. Struve, Su-shu Huang: Spectroscopic binaries, Daniel Barbier: Théorie générale des atmosphères stellaires,
- Band 11/51: Astrophysik 2: Sternaufbau 1958
  - Marshal H. Wrubel: Stellar interiors, H. C. Arp: The Hertzsprung-Russel Diagram, E. M. Burbidge, Geoffrey Burbidge: Stellar Evolution, Hans E. Suess, Harold C. Urey: Die Häufigkeit der Elemente in den Planeten und Meteoriten, Lawrence Hugh Aller: The abundances of the elements in the sun and stars, P. Ledoux, Théodore Walraven: Variable Stars, Paul Ledoux: Stellar Stability, Armin J. Deutsch: Magnetic Fields of Stars, Evry Schatzman: Théorie des naines blanches, Cecilia Payne-Gaposchkin: The Novae, Fritz Zwicky: Supernovae
- Band 11/52: Astrophysik 3: Das Sonnensystem 1959
  - Leo Goldberg, A. Keith Pierce: The photosphere of the sun, Cornelis de Jager: Structure and dynamics of the solar atmosphere, Harold C. Urey: The atmosphere of the planets, Wendell C. De Marcus: Planetary Interiors, Frank J. Kerr: Radio echoes from the sun, moon and planets, Karl Wurm: Die Kometen, Fred Whipple, Gerald Hawkins: Meteors
- Band 11/53: Astrophysik 4: Sternsysteme 1959
  - Frank K. Edmondson: Kinematical basis of galactic dynamics, Bertil Lindblad: Galactic Dynamics, Jan H. Oort: Radio-frequency studies of galactic structure, H. S. Hogg: Star clusters, Robert Hanbury Brown: Discrete sources of cosmic radio waves, Bernard Y. Mills: Radio frequency radiation from external galaxies, Gérard-Henri de Vaucouleurs: Classification and morphology of external galaxies, General physical properties of external galaxies, Fritz Zwicky Multiple galaxies, Clusters of Galaxies, Jerzy Neyman, Elizabeth L. Scott: Large Scale Organization of the Distribution of Galaxies, George McVittie: Distance and time in cosmology: the observational data, Engelbert Schücking, Otto Heckmann: Newtonsche und Einsteinsche Kosmologie, Andere kosmologische Theorien
- Band 11/54: Astrophysik 5, Verschiedenes, 1962
  - Robert R. McMath (1891–1962), Orren C. Mohler: Solar instruments, Ronald N. Bracewell: Radio astronomy techniques, Harold Weaver: Photographic photometry, Audouin Dollfus: La nature de la surface des planètes et de la lune, Albert E. Whitford: Photoelectric techniques

- Band 55: Generalregister 1988